# Hoslovice
Hoslovice är en ort i Tjeckien.   Den ligger i regionen Södra Böhmen, i den sydvästra delen av landet, 110 km söder om huvudstaden Prag. Hoslovice ligger 612 meter över havet och antalet invånare är 181.
Terrängen runt Hoslovice är kuperad söderut, men norrut är den platt. Runt Hoslovice är det ganska tätbefolkat, med 86 invånare per kvadratkilometer. Närmaste större samhälle är Strakonice, 12,8 km nordost om Hoslovice. Omgivningarna runt Hoslovice är en mosaik av jordbruksmark och naturlig växtlighet.